# Loddenreuth
Loddenreuth ist ein Ortsteil von Triebel im sächsischen Vogtlandkreis.

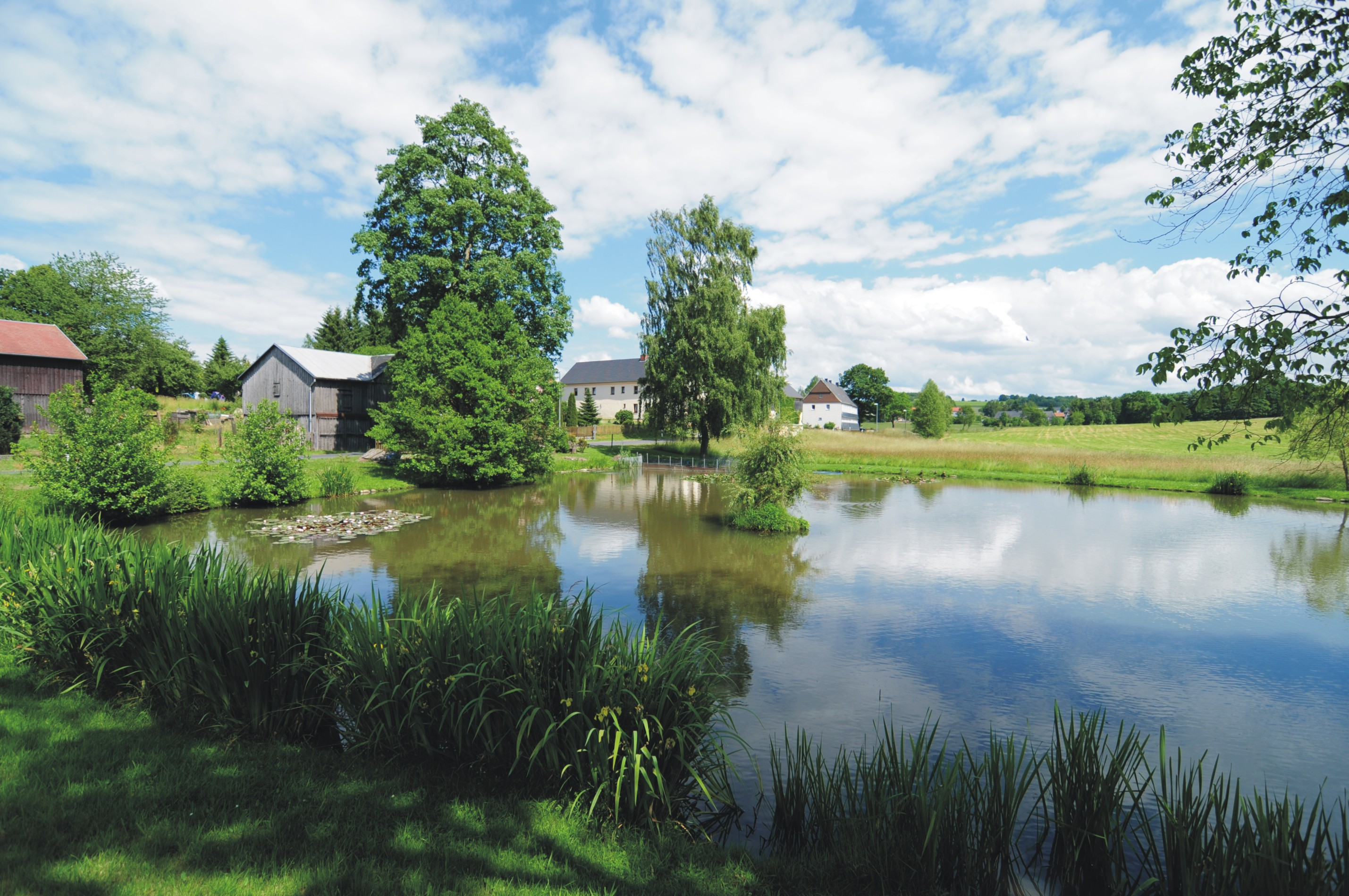
Loddenreuth

## Lage
Loddenreuth liegt etwa 250 m nordwestlich von Sachsgrün direkt an der sächsisch-bayerischen Grenze und damit an der Grenze des sächsischen zum bayerischen Vogtland. Südwestlich liegen, bereits jenseits der A 93, Oberhartmannsreuth und Oberhöll. Nordöstlich liegt Triebel, nördlich Bobenneukirchen. Südlich verläuft der Feilebach.

## Geschichte
Das lockere Zeilendorf Loddenreuth wurde spätestens 1426 als Lodenroitt erstmals erwähnt. Spätere Ortsnamensformen sind Lodenreut, Ladenreut (1524), Lottenreuth (1557), Lodnreut (1578) und Lodenreuth, Lottenreuth (1791).
Loddenreuth gehörte 1542 und 1764 zum Rittergut Sachsgrün. Der Ort gehörte entsprechend zum Amt Voigtsberg und später zum Gerichtsamt, zur Amtshauptmannschaft und schließlich zum (Land-)Kreis Oelsnitz und seit 1996 zum Vogtlandkreis. Seit 1993 gehört Sachsgrün (und damit auch Loddenreuth) zu Triebel.
| Jahr      | 1583             | 1764             | 1834 | 1871 | 1890 |
| --------- | ---------------- | ---------------- | ---- | ---- | ---- |
| Einwohner | 9 besessene Mann | 7 besessene Mann | 62   | 67   | 58   |

## Belege
1. ↑  Loddenreuth – HOV | ISGV. Abgerufen am 23. August 2023.